# ایگور (انیمیشن ۲۰۰۸)
ایگور - ۲۰۰۸ نام یک فیلم پویانمایی سه بعدی محصول سال ۲۰۰۸ است. جهان داستانی فیلم شامل آمیخته‌ای از انواع اختراعات و انسان‌ها و موجوداتی بعضاً ناقص‌الخلقه است.

## داستان
به گفته وبگاه فضای فانتزی[فضای فانتزی https://web.archive.org/web/20140808064045/http://fazafan.blogfa.com/post/460] در اثر مذکور، قهرمان اصلی داستان یعنی ایگور با خوش قلبی خود، تحولی بنیادین در جهت شیرین کردن تلخی‌های شهر ایجاد می‌کند.